# 劉道錫
劉道錫，南朝宋官员，彭城郡呂县人，太尉諮議参軍劉簡之的儿子，劉道產之弟。
初任余杭县令，作为良宰，升任为广威将軍・巴西、梓潼二郡太守。元嘉十八年（441年），仇池楊難當進攻，刘道錫坚守涪城十数日，仇池軍撤退。因为防守成功被宋文帝嘉賞。任命为建威将军、諮議参軍、少府卿。刘道锡募吏民守城时，免除租布二十年。敌退后，朝廷议论，右卫将军沈演之、丹阳尹羊玄保、后军长史范晔认为免除租布多者不得超过十年。元嘉二十一年（444年），劉道錫升任揚烈将軍、广州刺史。元嘉二十七年（450年）因为贪纵过度，鞭打治中荀齐文垂死乘舆出城，与尼姑同载，被御史弹劾。元嘉二十八年（451年），召還建康，被廷尉收监。被释放后不久病卒。。